# Anterem
«Anterem»  è stata una rivista di ricerca letteraria semestrale, fondata nel 1976 da Flavio Ermini e Silvano Martini (con la collaborazione di Giorgio Bellini e Franco Verdi) a Verona, città nella quale è stata regolarmente edita. 
Nel mese di febbraio 2021 è stato annunciato dalla redazione che, «dopo l’uscita del numero 100, la rivista “Anterem”, fondata e guidata per 45 anni da Flavio Ermini con idee, visione e coraggio, interrompe la pubblicazione».
Il nome della rivista – «così com'è composto dai due termini "ante" e "rem" – nasce porgendo attenzione al valore originario della parola, una parola chiamata a essere il luogo di raccordo tra sensibilità e percezione, tra sentire e pensare»: «Non so se la poesia sia ante rem. E chi potrebbe dirlo? So che la parola si comporta sempre come se la parola fosse ante rem» (Franco Rella). In questo senso, «Anterem» ha prodotto sei serie, ognuna delle quali segnala una particolare strategia di volta in volta letteraria, filosofica o ultra-filosofica, per giungere a nominare la parola originaria. Come ha scritto Maria Corti, «ci sono due modi di fare una rivista. Un modo è descrivere la cultura, l'altro è produrla e portare alla luce qualcosa di concretamente nuovo. Ora direi che "Anterem" appartiene al gruppo delle riviste che fanno cultura».
Ogni numero di «Anterem» è dedicato a una questione di rilievo letterario o filosofico nella modernità, nell'esaurire la quale sono offerti sia poesie e prose poetiche di autori italiani e stranieri contemporanei, sia saggi teorici di storici della letteratura e di filosofi: «"Anterem" si presenta – precisa Stefano Guglielmin – come un laboratorio di ricerca che coinvolge scrittori, critici e filosofi in una riflessione sul valore originario della parola, prima (ante) che s'istituisca un rapporto convenzionale con la cosa designata (rem)». Infatti, «Anterem» – secondo Milli Graffi – si configura come «una rivista che ha caratteristiche strane. Da una parte ha un aspetto antologico, e ogni poeta vi è inserito con la sua poesia, il suo testo, come un unicum molto preciso, ben delimitato. Dall'altra parte, però, è presente questo continuum che è dato dalle varie riflessioni intorno a un unico tema».
Un particolare ruolo rivestono, in questo senso, gli editoriali che aprono i vari numeri, a firma di Ermini: per la loro rilevanza, sono stati parzialmente riuniti nel 2006 nel volume Antiterra, curato da Marco Ercolani (dal n. 51 del 1995 al n. 71 del 2005). Gli editoriali sono particolarmente volti a confermare quanto rilevava Niva Lorenzini, ovvero che «quello di "Anterem" è il ruolo di chi non rinuncia alle ragioni del riflettere e del cercare di distinguere, e di guardare tra le crepe quello che resta fuori da un sistema di comunicazione omologante»; quest'intrinseca diversità della rivista è riconosciuta anche dallo scrittore Aldo Nove, secondo cui «"Anterem" rappresenta l'idea di un luogo in cui un'esperienza di "poesia come crisi" potesse aprirsi a fratture e a contrapposizioni in dialogo tra loro perché lontane da nostalgie o sedicenti, irrigiditi luoghi nativi».
Negli anni, intorno alla rivista sono cresciute varie iniziative, tra le quali nel 1987 il Premio di poesia Lorenzo Montano, curato da Ranieri Teti, e nel 1991 il Centro di Documentazione sulla poesia, curato da Agostino Contò presso la biblioteca civica di Verona.